# Isosaari (ö i Finland, Kajanaland, Kehys-Kainuu, lat 63,96, long 30,04)
Isosaari är en ö i Finland. Den ligger i sjön Kälkänen och i kommunen Kuhmo i den ekonomiska regionen  Kehys-Kainuu  och landskapet Kajanaland, i den östra delen av landet, 500 km nordost om huvudstaden Helsingfors. Öns area är 20,4 hektar och dess största längd är 0,9 kilometer i öst-västlig riktning.